# Wallisellen

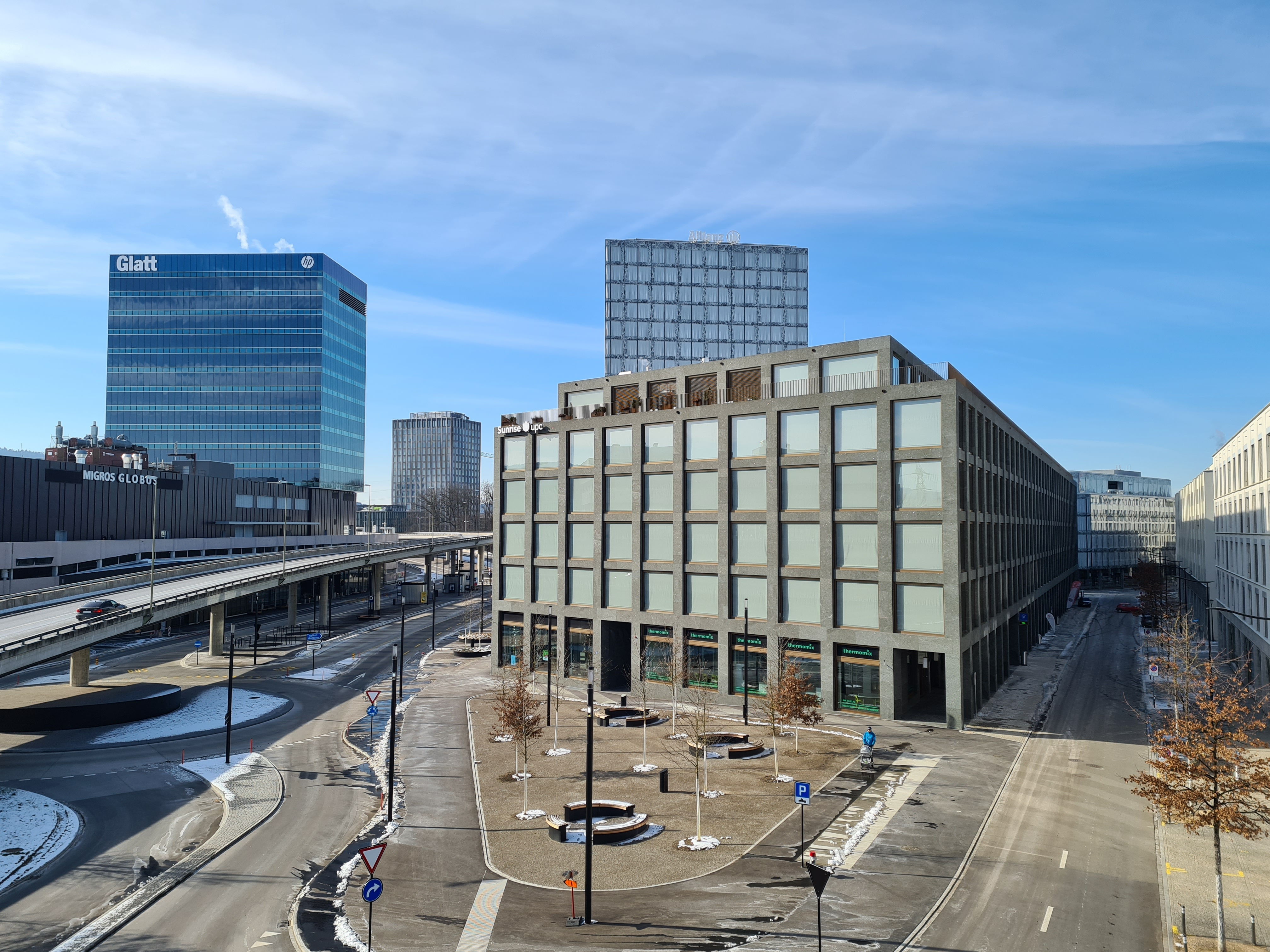
Centro Comercial Glatt

Wallisellen es una ciudad situada en el distrito de Bülach en el cantón de Zúrich, Suiza. Tiene una población estimada, a finales de 2022, de 17 299 habitantes.

## Economía
Ya en los años setenta, la ciudad se convirtió en el lugar preferido de las empresas de tecnologías de la información en Suiza. Aunque están sujetas a fuertes cambios, mantienen un lugar importante en la estructura económica de la comunidad. La ubicación de estas empresas se conoce popularmente como "el Silicon Valley de Suiza".
Al 1 de enero de 2017, en Wallisellen había más empleados que residentes. Los empleados se concentran principalmente en las zonas al sur de la estación del tren y en el barrio industrial de Richti. La importancia del sector servicios ha crecido en los últimos años. Varias grandes empresas tienen oficinas en la ciudad, entre ellas Ford Motor Company, Siemens Mobility y NCR. Después de veinte años en la ciudad, la empresa Microsoft mudó sus oficinas a Zúrich a mediados de 2021.